# Karl Eduard Aeschlimann
Karl Eduard Aeschlimann (ur. 17 lutego 1808 w Burgdorf, zm. 4 kwietnia 1893 w Jałcie) – szwajcarski architekt, przedstawiciel historyzmu, od 1828 w Imperium Rosyjskim.  
Karl Eduard Aeschlimann zaprojektował m.in. pierwszy pałac w Liwadii.